# Кубок наций Персидского залива по футболу 2013
21-й Кубок наций Персидского залива по футболу прошёл 5—18 января 2013 года в Бахрейне. Первоначально матчи должны были пройти в Ираке, но в октябре 2011 года турнир был перенесён в Бахрейн, а Ираку было обещано проведение следующего Кубка.

## Выборы организатора
В январе 2009 года на состоявшейся в Маскате по окончании Кубка залива 2009 конференции, в которой принимали участие главы футбольных федераций стран Персидского залива, была рассмотрена иракская заявка на проведение турнира в 2013 году. Учитывая стабильную безопасную ситуацию в Ираке, руководители семи делегаций единогласно одобрили проведение Кубка в Басре.

## Жеребьёвка
Сборные Бахрейна и Кувейта при проведении жеребьёвки стали сеяными командами, как организатор турнира и действующий обладатель кубка. Остальные шесть сборных были распределены по корзинам в соответствии с рейтингом ФИФА, актуальным на момент жеребьёвки.
| Корзина | Сборная                         | Рейтинг FIFA |
| A       | Бахрейн (хозяева)               | 115          |
| A       | Кувейт (действующий победитель) | 112          |
| B       | Ирак                            | 80           |
| B       | Оман                            | 95           |
| C       | Катар                           | 101          |
| C       | Саудовская Аравия               | 113          |
| D       | ОАЭ                             | 116          |
| D       | Йемен                           | 157          |

## Групповой этап

### Группа А
| М | Команда | И | В | Н | П | Мячи  | ±  | О |
| - | ------- | - | - | - | - | ----- | -- | - |
| 1 | ОАЭ     | 3 | 3 | 0 | 0 | 7 − 2 | +5 | 9 |
| 2 | Бахрейн | 3 | 1 | 1 | 1 | 2 − 2 | 0  | 4 |
| 3 | Катар   | 3 | 1 | 0 | 2 | 3 − 5 | −2 | 3 |
| 4 | Оман    | 3 | 0 | 1 | 2 | 1 − 4 | −3 | 1 |

И — игры, В — выигрыши, Н — ничьи, П — проигрыши, Мячи — забитые и пропущенные голы, ± — разница голов, О — очки

| Бахрейн | 0:0   | Оман |
| ------- | ----- | ---- |
|         | Отчёт |      |

| Катар              | 1:3   | ОАЭ                                      |
| ------------------ | ----- | ---------------------------------------- |
| Ибрагим 11′ (пен.) | Отчёт | Абдулрахман 13′ · Мабхут 29′ · Ахмед 66′ |

| Катар                              | 2:1   | Оман                 |
| ---------------------------------- | ----- | -------------------- |
| Ибрагим 56′ (пен.) · эль-Сайед 88′ | Отчёт | аль-Хадри 71′ (пен.) |

| Бахрейн       | 1:2   | ОАЭ                    |
| ------------- | ----- | ---------------------- |
| аль-Малуд 75′ | Отчёт | Мабхут 40′ · Хасан 85′ |

| ОАЭ            | 2:0   | Оман |
| -------------- | ----- | ---- |
| Халил 83′, 86′ | Отчёт |      |

| Бахрейн         | 1:0   | Катар |
| --------------- | ----- | ----- |
| Ааиш 25′ (пен.) | Отчёт |       |

### Группа В
| М | Команда           | И | В | Н | П | Мячи  | ±  | О |
| - | ----------------- | - | - | - | - | ----- | -- | - |
| 1 | Ирак              | 3 | 3 | 0 | 0 | 5 − 0 | +5 | 9 |
| 2 | Кувейт            | 3 | 2 | 0 | 1 | 3 − 1 | +2 | 6 |
| 3 | Саудовская Аравия | 3 | 1 | 0 | 2 | 2 − 3 | −1 | 3 |
| 4 | Йемен             | 3 | 0 | 0 | 3 | 0 − 6 | −6 | 0 |

И — игры, В — выигрыши, Н — ничьи, П — проигрыши, Мячи — забитые и пропущенные голы, ± — разница голов, О — очки

| Кувейт                      | 2:0   | Йемен |
| --------------------------- | ----- | ----- |
| Нассер 63′ · аль-Мутауа 82′ | Отчёт |       |

| Саудовская Аравия | 0:2   | Ирак                                     |
| ----------------- | ----- | ---------------------------------------- |
|                   | Отчёт | Абдулрахман 13′ · Мабхут 29′ · Ахмед 66′ |

| Ирак      | 1:0   | Кувейт |
| --------- | ----- | ------ |
| Ахмад 29′ | Отчёт |        |

| Йемен | 0:2   | Саудовская Аравия                    |
| ----- | ----- | ------------------------------------ |
|       | Отчёт | аль-Кахтани 33′ · Ф.аль-Муваллад 86′ |

| Кувейт     | 1:0   | Саудовская Аравия |
| ---------- | ----- | ----------------- |
| Нассер 13′ | Отчёт |                   |

| Ирак                   | 2:0 | Йемен |
| ---------------------- | --- | ----- |
| Исмаил 16′ · Ахмад 36′ |     |       |

## Стадия плей-офф
|  | Полуфинал            | Полуфинал |                   |       | Финал | Финал |
|  |                      |           |                   |       |       |       |
|  | 15 января - Риффа    |           |                   |       |       |       |
|  |                      |           |                   |       |       |       |
|  | ОАЭ                  | 1         |                   |       |       |       |
|  | ОАЭ                  | 1         | 18 января - Риффа |       |       |       |
|  | Кувейт               | 0         |                   |       |       |       |
|  | Кувейт               | 0         | ОАЭ (доп. вр.)    | 2     |       |       |
|  | 15 января - Риффа    |           | ОАЭ (доп. вр.)    | 2     |       |       |
|  |                      | Ирак      | 1                 |       |       |       |
|  | Ирак                 | Ирак      | 1                 | 1 (4) |       |       |
|  | Ирак                 |           |                   | 1 (4) |       |       |
|  | Бахрейн              | 1 (2)     |                   |       |       |       |
|  | Бахрейн              | 1 (2)     | Матч за 3-е место |       |       |       |
|  |                      |           |                   |       |       |       |
|  | 18 января - Иса Таун |           |                   |       |       |       |
|  |                      |           |                   |       |       |       |
|  | Кувейт               | 6         |                   |       |       |       |
|  | Кувейт               | 6         |                   |       |       |       |
|  | Бахрейн              | 1         |                   |       |       |       |

### Полуфиналы
| ОАЭ       | 1:0   | Кувейт |
| --------- | ----- | ------ |
| Халил 89′ | Отчёт |        |

| Ирак       | 1:1 (д.в.) | Бахрейн |
| ---------- | ---------- | ------- |
| Махмуд 18′ | Отчёт      | Баба    |

|                                          |     | Пенальти                               |
| Ясин · Исмаил · Салем · Махмуд · Сабри · | 4:2 | Хусейн · Ааиш · Зия Саид · аль-Малуд · |

### Матч за 3-е место
| Кувейт                                                                  | 6:1 (д.в.) | Бахрейн |
| ----------------------------------------------------------------------- | ---------- | ------- |
| Хамис 35′, 38′, 54′ (пен.) · Бани 65′ · аль-Мутауа 66′ · аль-Салими 71′ | Отчёт      | Юсуф 1′ |

### Финал
| ОАЭ                                | 2:1 (д.в.) | Ирак       |
| ---------------------------------- | ---------- | ---------- |
| Абдулрахман 28′ · аль-Хаммади 107′ | Отчёт      | Махмуд 81′ |

| Кубок наций Персидского залива 2013 |
| ОАЭ Второй титул                    |

## Интересные факты
Первый матч, проведённый на турнире, стал для сборной Кувейта сотым матчем в рамках Кубков наций Персидского залива.[значимость факта?]